# Xınnakirən
Xınnakirən è un comune dell'Azerbaigian situato nel distretto di Tovuz. Conta una popolazione di 331 abitanti.